# It Must Have Been Love
«It Must Have Been Love» (Здається, це було кохання) — п'ятий сингл шведського поп-рок-гурту «Roxette». Текст пісні та музику написав Пер Гессле. Ця балада стала третім хітом № 1 дуету в США, і є одним з бестселерів групи (сингл отримав «золоту сертифікацію» в багатьох країнах).
Пісня, яка стала саундтреком до дуже популярного фільму «Красуня», конкурує за популярністю з хітами гурту «The Look», «Joyride» і «Listen to Your Heart», які також є хітами № 1 у США. 2005 року Пер Гессле здобув нагороду BMI після того, як пісня прозвучала на радіостанціях США понад 4 млн разів .

## «Christmas for the Broken Hearted» (1987)
«Christmas for the Broken Hearted» — оригінальна назва пісні, яка вперше вийшла в 1987 році, після того як EMI — Німеччина попросила Roxette записати «інтелектуальний Різдвяний сингл». Пісня увійшла до хіт-параду Top 10 у Швеції, але EMI-Німеччина вирішили не випускати сингл.
Ця версія пісні не була записана на жодному альбомі Roxette доти, доки в 1997 році не вийшло перевидання альбому Pearls of Passion, на який пісня була включена в якості бонус-треку. B-side до «Christmas for the Broken Hearted», пісня «Turn to Me», також увійшла на вказаний альбом у якості бонус-треку.

## Саундтрек до фільму «Красуня» (1990)
Під час популярності очолюваних тоді чарти синглів з альбому Look Sharp! кінокомпанія Touchstone Pictures запропонувала компанії звукозапису Roxette, EMI, і самим музикантам написати пісню для саундтреку до нової романтичної комедії «Красуня» з Річардом Гіром і номінанткою на «Оскар» Джулією Робертс. Фільм «Красуня» вийшов у березні 1990 року і зібрав у прокаті в усьому світі більше 460 млн доларів.
Гессле розповів в інтерв'ю, що «It Must Have Been Love», тоді пройшло лише 2 роки з моменту запису пісні, була обрана тому, що у Roxette не було часу написати і записати нову пісню, оскільки вони були на гастролях по Австралії і Новій Зеландії. Гессле та продюсер групи Кларенс Еверман взяли оригінальний запис 1987 року, Марі Фредрікссон переспівала куплет синглу про Різдво, була додана невелика інструментальна обробка та накладено бек-вокал, щоб посилити звук. Гессле каже, що продюсери саундтреку спочатку завернули пісню «It Must Have Been Love», але швидко змінили своє рішення після виходу фільму на екрани.
Хоча «It Must Have Been Love» була частиною саундтреку «Красуні», пісня не була записана на жодному з альбомів Roxette до виходу збірки кращих пісень Do not Bore Us, Get to the Chorus! (1995). Альбом вийшов у США тільки 26 вересня 2000 року і з іншим списком пісень, відмінним від оригінального збірника.

### Успіхи пісні в хіт-парадах
Хоча в тексті пісні йдеться про самотній зимовий день після розриву стосунків, «It Must Have Been Love» стала міжнародним хітом літа 1990 року. Це був не перший сингл, що вийшов з саундтреку до «Красуні», але саме «It Must Have Been Love» стала найуспішнішим синглом, провівши перший з двох тижнів на першому місці Hot 100 в червні, і продалася тиражем у 500 000 примірників із США.

## Альтернативні версії та перевидання в 1993 році
Нова версія пісні була записана в одній зі студій Лос-Анджелеса під час світового туру Roxette на підтримку альбому Joyride (1991). Ця повільніша версія, у стилі кантрі, що включає сольний програш акустичної гітари замість оригінального програшу рояля, була включена до альбому 1992 року, який вийшов після завершення гастролей і називався Tourism: Songs from Studios, Stages, Hotelrooms & Other Strange Places. В альбомі 1996 року — Baladas En Español — Roxette записали пісню іспанською мовою під новою назвою «No sé si es amor» («I do not know if it's love»), яка піднялася на 6 сходинку в хіт-парадах Іспанії.
Перевидання версії 1990 увійшло до Англійської Top 10 у вересні 1993 року після того, як фільм «Красуня» був уперше показаний по звичайних телеканалах у Великій Британії.

## Кавер-версії

### När kärleken föds
У 2006 році шведська попспівачка Ширлі Кламп (швед. Shirley Clamp) записала кавер пісні шведською мовою, який називався «När kärleken föds» («Коли народжується любов»). Сингл вийшов у квітні того ж року і досяг шостої сходинки шведського чарту синглів. 11 червня 2006 року «När kärleken föds» посів 8 місце у шведському національному чарті. У пісні «När kärleken föds» не було жодного слова про Різдво чи про інші сезонні свята.
Список пісень
1. «När kärleken föds» — 5:08
2. «Öppna din dörr» — 4:12

### Інші
- Кавер на пісню записали: Polly Esther, Digital Bitch, The Chipmunks і The Chipettes, Sanne Salomonsen і Jeanette Biedermann .
- Британський поп-дует Journey South (Journey South[en]) записав акустичну версію «It Must Have Been Love» у їх однойменному альбомі (2006).
- Світлана Володимирська в складі групи «Клеопатра» записала версію російською мовою «Прийшла любов до нас» (1991).
- Мексиканська співачка Rocio Banquells записала свою акустичну версію пісні для власного альбому «Escucha el infinito» (+1991).
- SKY недавно переспівали пісню для збірки «SKY Presents Christmas Trance» (2006).
- Пісню також переспівала іспанською мовою австралійська група Aleks and The Ramps для їхнього альбому «Pisces Vs Aquarius».
- Bad Lashes (фіналіст X Factor UK 2008 року) переспівали пісню для першого живого концерту.
- Німецький співак в стилі інді-поп Get Well Soon записав кавер у 2008 році .
- Кавер у виконанні Беккі Тобін і Маршалла Вільямса пролунав у популярному американському телесеріалі Glee
- Російська співачка Юлія Паршута в 2015 році виконала версію пісні «У тиші гучних слів»